# 梅肯·卡丝佩森·法拉
梅肯·卡丝佩森·法拉（挪威語：Maiken Caspersen Falla，1990年8月13日—）生于阿克什胡斯郡费特，是一名挪威女子越野滑雪运动员。她的双胞胎兄弟Marius同样也是越野滑雪选手。她在早年时由于训练过多而患上哮喘。2008年，她在芬兰库萨莫完成个人的世界杯分站赛首秀。